# Elektroliti (medicina)
U medicini, primarni elektroliti su kalcij, natrij, kalij, magnezij, klorid, fosfat i bikarbonat. 
Svi visi životni oblici imaju potrebu za pažljivo izbalansiranim elektrolitima unutar i izvan stanica. Naročito je važno održavanje osmotskog balansa elektrolita koji utječe na, i regulira hidrataciju tijela, krv i njezinu kiselost (pH vrijednost), i posebno su važni za funkciju mišića i živaca.
Balans elektrolita u tijelu održava se uzimanjem hrane i pića bogatih elektrolitima, a reguliraju ga hormoni, uglavnom u bubrezima, odbacivanjem viška elektrolita. Kod ljudi, homeostaza soli se regulira hormonima kao na primjer antidiuretic hormon, aldosteron i parathyroidni hormon. Ozbiljni poremećaji u razini elektrolita u tijelu vode do ozbiljnih srčanih i neuroloških komplikacija.
Mjerenje količine elektrolita u tijelu se kod bolničkih pretraga provodi rutinski preko analize krvi i urina i mjerenja funkcije bubrega.

## Prehrana
Ljudsko tijelo dolazi do elektrolita oralnim putem, tj. hranom i pićem. Manjak elektrolita u tijelu može dovesti do ozbiljnih zdravstvenih problema. Elektrolite i ostale tekućine iz tijela najviše gubimo tijekom nekih bolesti kao što su proljev i povraćanje. Neke fizičke aktivnosti kod kojih dolazi do povećanog znojenja i dehidracije također kao posljedicu imaju smanjivanje koncentracije elektrolita u tijelu. Isto je i kod produljenog gladovanja.
Davanje čiste vode osobi koja je dehidrirala i nije najbolji način za nadoknađivanje količine tekućine i elektrolita u tijelu, zato što voda razrjeđuje soli unutar tjelesnih stanica i narušava njihovu funkciju. To može dovesti do bolesti zvane intoksinacija vodom.
Sportska pića kao što je naprimjer Gatorade ili Isostad posjeduju veliku količinu dodanih karbonata i glukozu koja tijelu vraća energiju. Pića koja se uobičajeno prodaju su izotonična pića koja sadrže koncentraciju iona koja je sto sličnija koncentraciji iona u krvi. Posebna su pića u prodaji za sportaše i mogu biti i hipotonična (sa smanjenom količinom iona), ili hipertonična (s povećanom količinom iona) i ona su namijenjena sportašima i ljudima koji imaju posebne prehrambene potrebe.
Takva specijalno formulirana pića sadrže veće količine šećera, i ona se ne preporučuju djeci. Za njih postoje specijalno formulirane pedijatrijske otopine. Iz istog razloga, niti zubari ne preporučuju ta pića.